# Psychotria utakwensis
Psychotria utakwensis är en måreväxtart som beskrevs av Herbert Fuller Wernham. Psychotria utakwensis ingår i släktet Psychotria och familjen måreväxter. Inga underarter finns listade i Catalogue of Life.